# Apostelkirche (Burgbrohl)

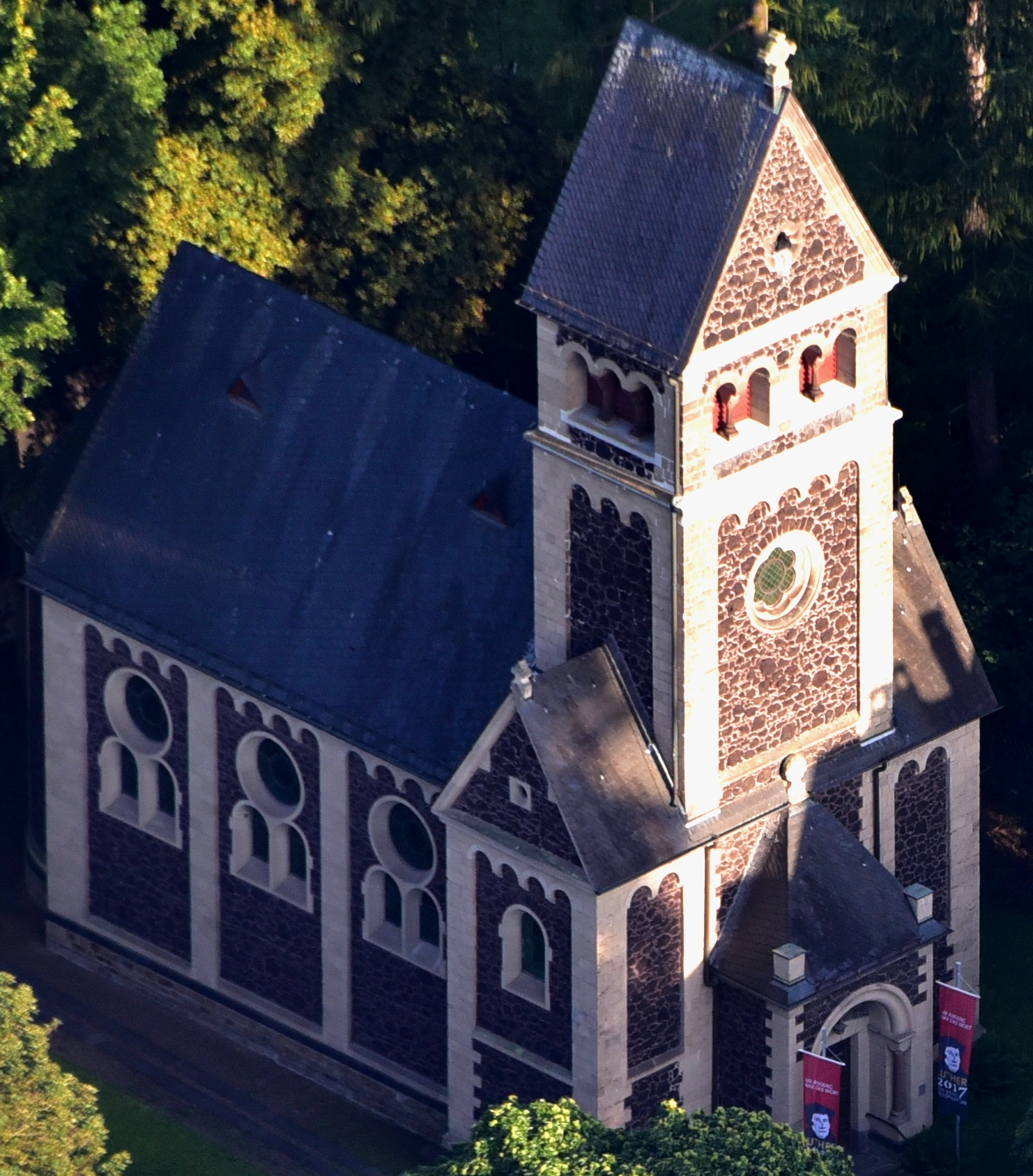
Apostelkirche Burgbrohl

Die Apostelkirche ist ein denkmalgeschützter evangelischer Sakralbau in der Ortsgemeinde Burgbrohl im Landkreis Ahrweiler in Rheinland-Pfalz. Sie gehört zur Kirchengemeinde Bad Breisig im Kirchenkreis Koblenz der Evangelischen Kirche im Rheinland.

## Geschichte und Baubeschreibung
Die Evangelische Apostelkirche Burgbrohl wurde angesichts des stetigen Anwachsens der Gemeinde im Jahre 1903 nach Plänen des Architekten de Bruyn und unter der Bauleitung des Architekten Albert Neumann im neuromanischen Baustil errichtet. Spenden des Gustav-Adolf-Vereins haben einen maßgeblichen Anteil am Bau der Apostelkirche. Für den einschiffigen Baukörper mit Chor wurde Lavaschlacke vom Schlackenkegel Kunkskopf in der Nähe von Andernach verwendet.
Das ca. 23 m lange und 8,35 m breite Gotteshaus besitzt einen 24 m hohen nach Westen ausgerichteten rechteckigen Kirchturm, an dessen linker und rechter Seite jeweils ein sog. Schein-Seitenschiff angebaut ist. Zwei kleine Tuffsteinsäulen mit kannelierten Rundbögen flankieren das vor dem Turm angebaute überdachte Portal. Darüber befindet sich eine kleine Fensterrosette. Die Nord- und Südseite des Langhauses haben jeweils drei Zwillingsfenster. Über jedem dieser Fenster befindet sich noch ein Rundfenster. Sämtliche Fenster- und Türeinfassungen bestehen aus Tuffstein.
In dem schlicht gehaltenen Innenraum befinden sich unter anderem eine Kanzel aus den 1960er und ein Lesepult aus den 1970er Jahren. Eine am Lesepult hängende Ikone ist eine Geschenkgabe der französischen Partnergemeinde Boulogne-sur-Mer anlässlich des 80-jährigen Einweihungsjubiläums der Apostelkirche.
Die im Jahre 1923 von der Firma Link in Giengen an der Brenz erbaute Orgel wurde im September 2004 durch die Orgelbaufirma Matthias Wagner in Obrigheim umfassend restauriert.
Aus den Werkstätten der Abtei Maria Laach stammt das bunte Glasfenster im Chorraum.

## Denkmalschutz
Die Apostelkirche ist in der Liste der Kulturdenkmäler in Burgbrohl verzeichnet.